# جک ادواردز (بازیکن فوتبال، زاده ۱۹۲۴)
جک ادواردز (انگلیسی: Jack Edwards; ۲۳ فوریهٔ ۱۹۲۴ – ۱۷ اکتبر ۱۹۷۸) بازیکن فوتبال اهل بریتانیا بود.
از باشگاه‌هایی که در آن بازی کرده‌است می‌توان به باشگاه فوتبال ناتینگهام فارست، باشگاه فوتبال کیدرمینستر هاریرس، باشگاه فوتبال ساوت‌همپتون، و باشگاه فوتبال نوتس کانتی اشاره کرد.